# Sutrina
Sutrina là một chi thực vật có hoa trong họ, Orchidaceae.